# Расмус Андерссон
Расмус Андерссон (швед. Rasmus Andersson; 27 жовтня 1996, м. Мальме, Швеція) — шведський хокеїст, захисник. Виступає за «Беррі Колтс» у Хокейній лізі Онтаріо (ОХЛ).
Вихованець хокейної школи ХК «Мальме». Виступав за «Мальме Редгокс».
У складі юніорської збірної Швеції учасник чемпіонатів світу 2013 і 2014.
Батько: Петер Андерссон.